# Зума (скала)
Зума (хауса Dutsen Zuma) — монолит-инзельберг в Нигерии.
Скала сложена интрузивными породами (габбро, гранодиорит). Высота над уровнем моря — 1125 м, относительная — около 300 м.
Зума расположена практически в самом центре Нигерии, на территории штата Нигер у границы с Федеральной столичной территорией к западу от Абуджи. Мимо скалы проходит автомагистраль от столицы до Кадуны.
Скала Зума изображена на купюре 100 найр.
На местных языках название обозначает «большая гора». А у аборигенов существует верование о сидящем внутри скалы злом духе.

## Галерея

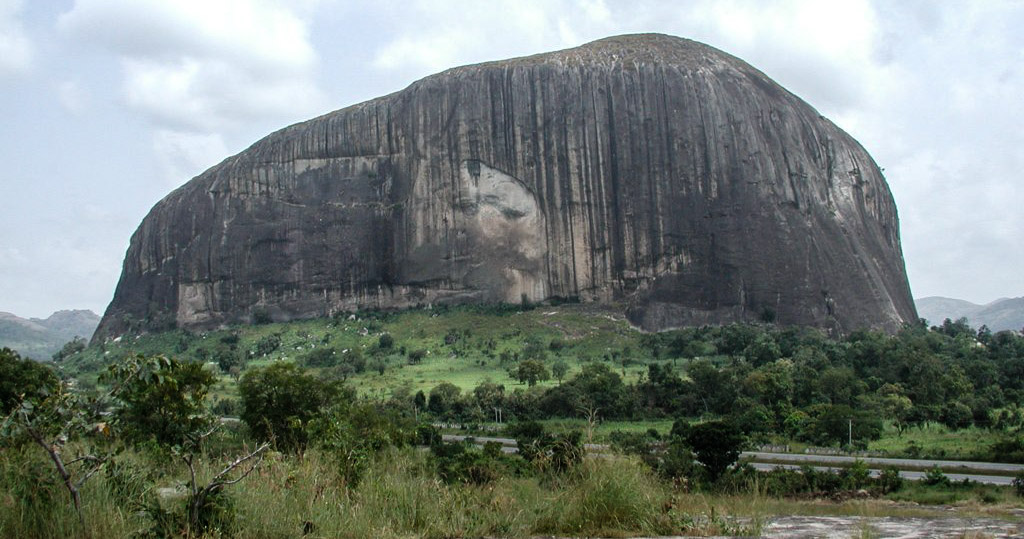
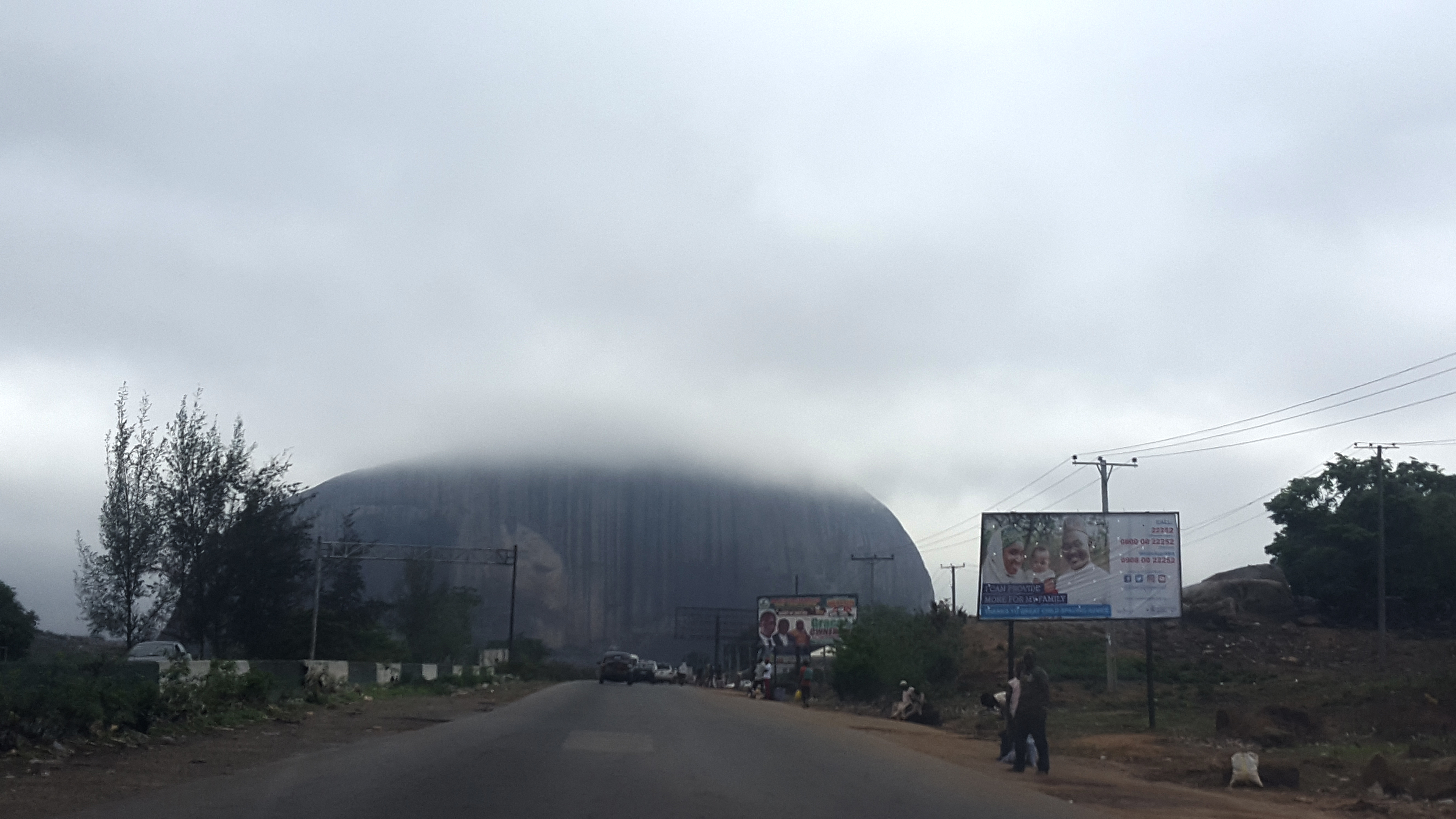
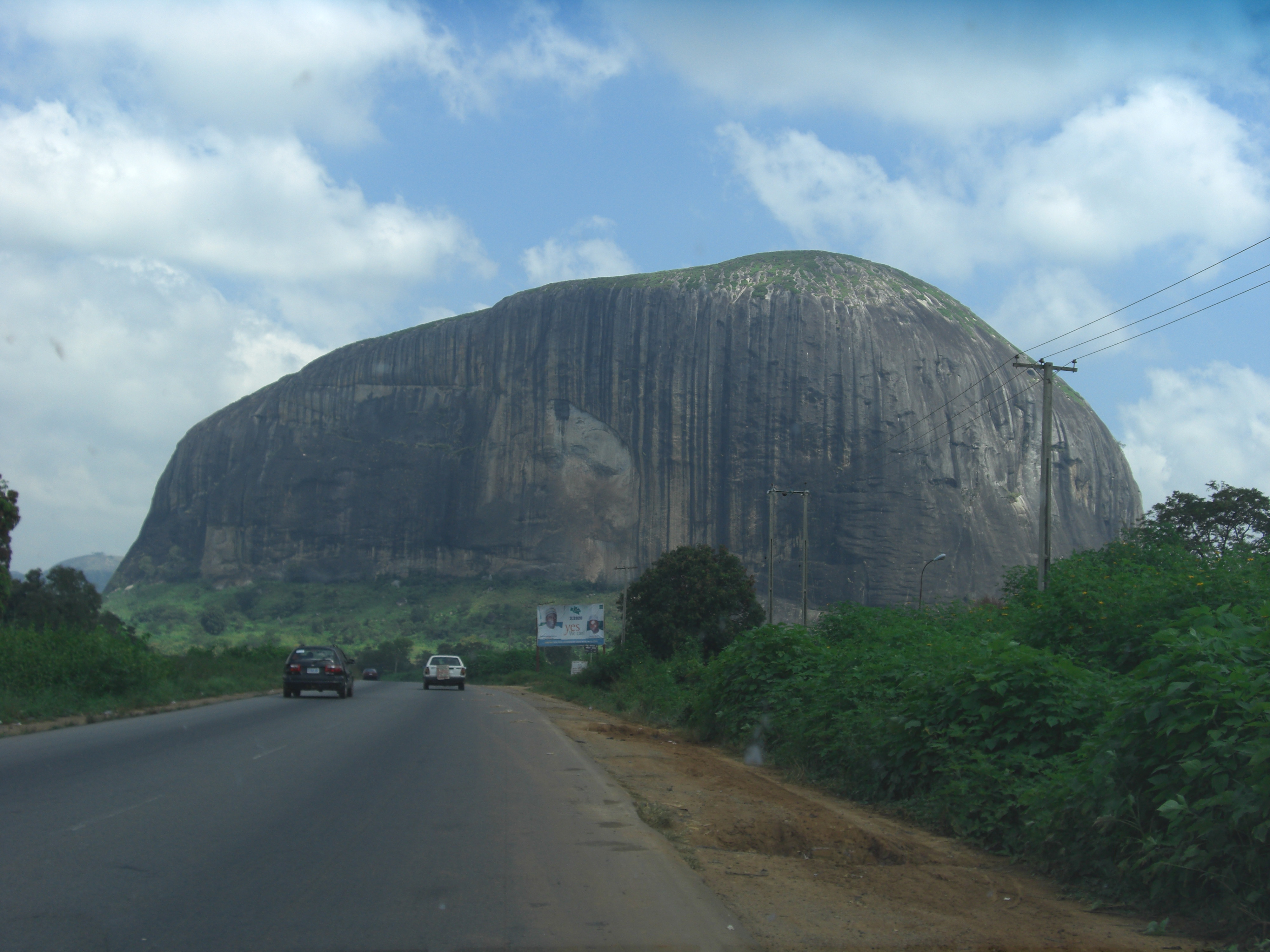
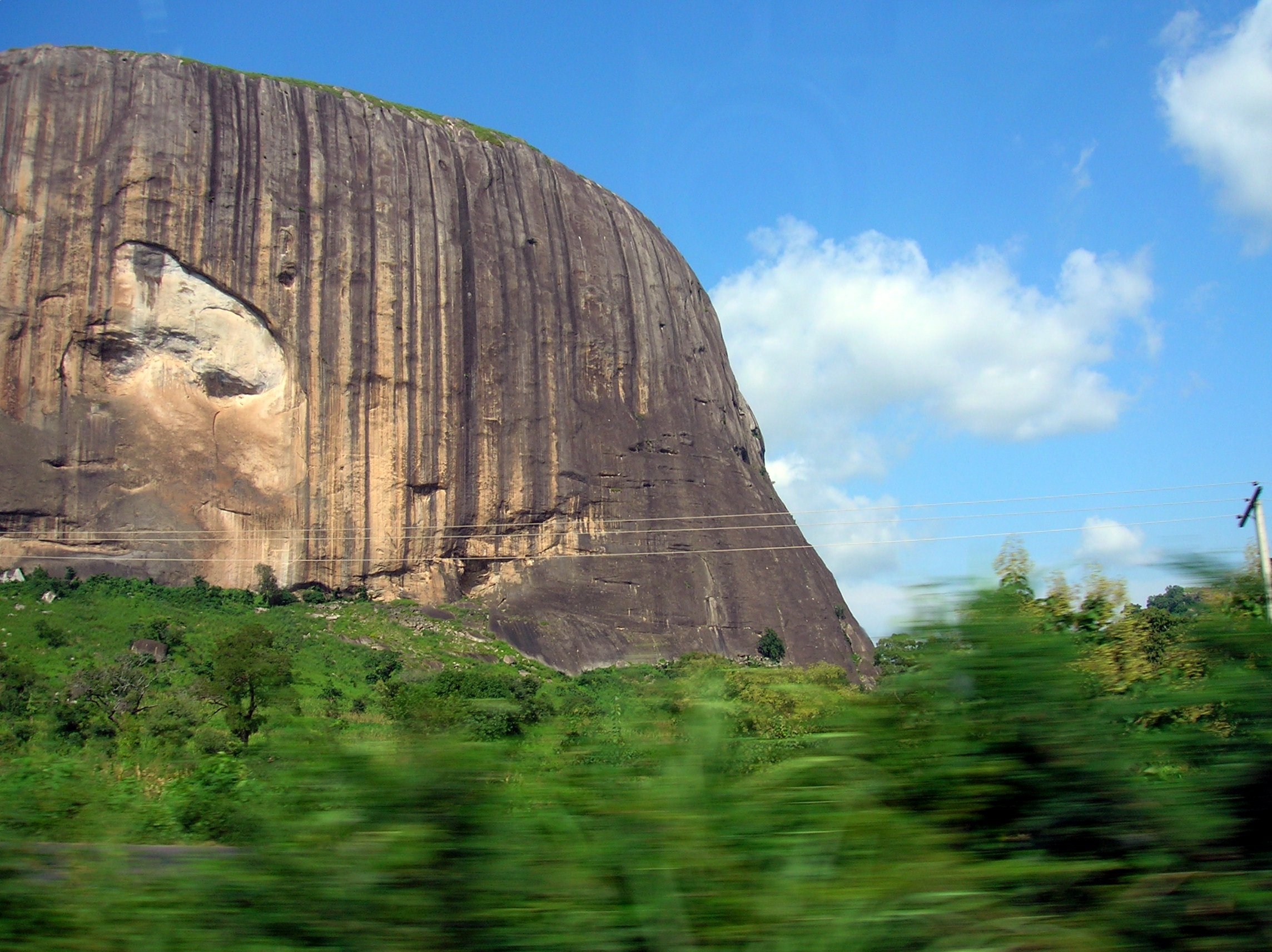